# Sally Hayfron
Pour les articles homonymes, voir Mugabe (homonymie).
 (novembre 2017).
Si vous disposez d'ouvrages ou d'articles de référence ou si vous connaissez des sites web de qualité traitant du thème abordé ici, merci de compléter l'article en donnant les références utiles à sa vérifiabilité et en les liant à la section « Notes et références ».
Sarah Francesca Mugabe, née Hayfron, dite Sally Hayfron ou encore Sally Mugabe (1931-1992) est une ancienne Première dame zimbabwéenne d'origine ghanéenne et la Première dame du Zimbabwe de 1987 à 1992.
Sally Hayfron est la première femme du président du Zimbabwe Robert Mugabe.
Combattante de la lutte anticoloniale, elle meurt d'un cancer.